# Africa (chanson de Rose Laurens)
Pour les articles homonymes, voir Africa.
Singles de Rose Laurens
Pas facile
(1981) Mamy Yoko
(1983)
Ne doit pas être confondu avec Saga Africa.
Africa est une chanson écrite par Jean-Michel Bériat, composée par Jean-Pierre Goussaud et interprétée par Rose Laurens. Parue sur son album Déraisonnable, elle est sortie en single en octobre 1982.
C'est une chanson phare et le plus grand succès de la carrière de Rose Laurens, ayant été vendue à plus d'un million d'exemplaires. Elle est également certifiée disque de platine en France.

## Thème de la chanson
En 2015, en interview la chanteuse expliquait que la musique de la chanson a été composée par son compagnon d'alors Jean-Pierre Goussaud pour son premier album Déraisonnable mais qu'il s'agissait au départ d'une suite d'accords qu'il jouait sur sa guitare pour se détendre et qu'il souhaitait pour ce premier album que Rose chante des chansons sérieuses, pour ne pas trop dénaturer son propre répertoire par rapport aux chansons qu'elle chantait en 1980 sur l'album et la scène du Palais des Congrès dans le spectacle Les Misérables d'Alain et Daniel Boublil, Jean-Marc Natel et Claude-Michel Schönberg d'après l'oeuvre de Victor Hugo, où elle chantait les chansons du personnage de Fantine, comme L'air de la misère et J'avais rêvé d'une autre vie. 
Mais la chanteuse adore cette mélodie. Et un jour, un ami du couple, l'auteur Jean-Michel Bériat, 
passe chez eux. Jean-Pierre Goussaud dit à l'auteur qu'il ne comprend pas l'engouement que 
sa compagne porte à cette mélodie. La chanteuse explique que cette mélodie a un parfum, un continent
dans lequel elle n'est jamais allée. Dans la nuit, l'auteur la rappelle pour lui dire qu'il l'a rendu amoureuse
non d'un homme mais d'une terre sauvage. 
Rose enregistre la chanson et insiste pour qu'elle paraisse sur son album. 
Elle négocie un nouveau contrat sur le label Flarenasch où le PDG Alain Lévy craque pour la chanson 
qui sort un 45 tours en octobre 1982 et se vend à plus de 1 million 500.000 exemplaires en quelques mois, et est ensuite adaptée en français sous le titre Africa Voodoo Master. 
Le thème du texte de la chanson est celui d'une femme qui déclare son amour au continent africain, quitte à danser comme en Afrique, et même à travers des allusions sensuelles. 
La chanson est parfois considérée comme raciste, car de nombreux exemples d'images de l'Afrique telle qu'on peut la voir dans les pays européens sont cités dans le texte : Sorcier vaudou, Gri-gri, tambours, gourous, panthère, gazelles, cases, tribu. 
Mais dès le début, le texte précise "Parfum de magie sur ma peau blanche de femme", ce qui prouverait plutôt que les auteurs souhaitaient au contraire faire de cette chanson un message contre le racisme, d'une femme européenne déclarant son amour à l'Afrique. 

## Sortie initiale
Le titre, écrit par Jean-Michel Bériat, composé par Jean-Pierre Goussaud et interprété par Rose Laurens, sort fin 1982, inclus dans l'album Déraisonnable — dont il est l'unique single —. C'est un tube qui se vend à plus d’un million d’exemplaires. 
La chanson sort également en 1983 dans une version anglophone sous le titre Africa (Voodoo Master) sur des paroles de Pascal Stive.

## Accueil commercial
En France, Africa atteint la première place des classements de singles. Il a été certifié disque de platine en France par le Syndicat national de l'édition phonographique pour plus de 1 200 000 unités vendus.
La version en anglais a également obtenu le succès en dehors de la France, atteignant la première place en Autriche, et est resté 16 semaines dans le top 20. En Norvège, le single est resté 15 semaines dans le top 10, atteignant la deuxième place pendant deux semaines. En Suisse, la chanson est restée dix semaines dans le top 15, atteignant la deuxième place. En Allemagne, elle est restée 23 semaines dans le top 10 et a atteint la troisième place lors de sa quatrième semaine dans le classement.

## Liste des titres
| 1. | Africa          | Jean-Michel Bériat | Jean-Pierre Goussaud | 3:35 |
| 2. | Le Cœur chagrin | Marc Strawzynski   | Jean-Pierre Goussaud | 3:45 |

| 1. | Africa          | Jean-Michel Bériat | Jean-Pierre Goussaud | 4:58 |
| 2. | Le Cœur chagrin | Marc Strawzynski   | Jean-Pierre Goussaud | 3:48 |

## Classements et certifications

### Africa
| Classement (1982-83) | Meilleure position |
| -------------------- | ------------------ |
| France (IFOP)        | 1                  |

| Classement (2018)                          | Meilleure position |
| ------------------------------------------ | ------------------ |
| Belgique (Wallonie Back Catalogue Singles) | 9                  |
| France (SNEP)                              | 65                 |

| Classement (1983) | Position |
| ----------------- | -------- |
| France (SNEP)     | 4        |

#### Certifications
| Pays          | Certification | Date    | Ventes certifiées |
| ------------- | ------------- | ------- | ----------------- |
| France (SNEP) | Platine       | 1982-83 | 1 000 000         |

### Africa (Voodoo Master)
| Classement (1983)                  | Meilleure position |
| ---------------------------------- | ------------------ |
| Allemagne (Media Control AG)       | 3                  |
| Autriche (Ö3 Austria Top 40)       | 1                  |
| Finlande (Suomen virallinen lista) | 6                  |
| Norvège (VG-lista)                 | 2                  |
| Suisse (Schweizer Hitparade)       | 2                  |

| Classement (1983)        | Position |
| ------------------------ | -------- |
| Autriche (IFPI Autriche) | 7        |
| Suisse (IFPI Suisse)     | 18       |

## Historique de sortie
| Pays             | Titre                  | Date         | Format                   | Label                |
| ---------------- | ---------------------- | ------------ | ------------------------ | -------------------- |
| France,          | Africa                 | octobre 1982 | 45 tours, maxi 45 tours  | Flarenasch           |
| Allemagne        | Africa (Voodoo Master) | mars 1983    | 45 tours, maxi 45 tours  | WEA                  |
| Australie        | Africa (Voodoo Master) | mars 1983    | 45 tours, maxi 45 tours  | WEA                  |
| Canada           | Africa (Voodoo Master) | mars 1983    | 45 tours, maxi 45 tours  | WEA                  |
| Espagne          | Africa (Voodoo Master) | mars 1983    | 45 tours, maxi 45 tours  | RCA Victor           |
| Italie           | Africa (Voodoo Master) | mars 1983    | 45 tours, maxi 45 tours  | WEA                  |
| Pays-Bas         | Africa (Voodoo Master) | mars 1983    | 45 tours, maxi 45 tours  | Polydor              |
| Autriche         | Africa (Voodoo Master) | mars 1983    | 45 tours                 | WEA                  |
| Brésil           | Africa (Voodoo Master) | mars 1983    | 45 tours                 |                      |
| Danemark         | Africa (Voodoo Master) | mars 1983    | 45 tours                 |                      |
| Japon            | Africa (Voodoo Master) | mars 1983    | 45 tours                 |                      |
| Mexique          | Africa (Voodoo Master) | mars 1983    | 45 tours                 |                      |
| Philippines      | Africa (Voodoo Master) | mars 1983    | 45 tours                 | Atlantic             |
| Portugal         | Africa (Voodoo Master) | mars 1983    | 45 tours                 | Flarenasch           |
| Royaume-Uni      | Africa (Voodoo Master) | mars 1983    | 45 tours                 | WEA                  |
| Allemagne France | Africa (Remix '94)     | 1994         | CD single, maxi 45 tours | RCA, BMG, Flarenasch |

## Reprises et autres versions
La chanson fait l'objet de plusieurs reprises. En 1983, c'est par la chanteuse allemande Ingrid Peters dans une version en allemand intitulée Afrika. Cette version se classe à la 41e position dans le classement de 45 tours en Allemagne.
En 1993, la chanson a été reprise, dans sa version anglaise cette fois, par le duo suisse Powerzone dans une version euro house. Elle atteint la 18e position du top 40 suisse et reste classée pendant cinq semaines.
La version française de la chanson est reprise à son tour en 2018 par Julien Doré, en duo avec Dick Rivers, sur l'album Vous & moi.